# Partit Solidaritat Cívic
El Partit Solidaritat Cívic (en àzeri: Vətəndaş Həmrəyliyi Partiyası) és un partit polític conservador nacionalista azerbaidjanès. Fou fundat el 1992 per Sabir Rustamkhanli, un poeta azerbaidjanès que va entrar en la política. A les eleccions parlamentàries azerbaidjaneses de 2010 el partit va obtenir l'1,6% dels vots i 3 escons d'un total de 125 escons a l'Assemblea Nacional de la República de l'Azerbaidjan.